# 简化字的简化方法
本页介绍关于中华人民共和国现行的规范汉字里简化字的简化方法。其原先由《汉字简化方案》规范，之后再由《简化字总表》及《通用规范汉字表》取代。
有許多簡化字並不依從漢字原來的六書系統。然而簡化字也不是一個獨立的新系統，多數字形依賴於對繁體字的改造，因此也不能完全脫離於六書系統自成體系。整體來說，在制訂簡化字的過程中，採用了以下的方法：

## 字型結構簡化

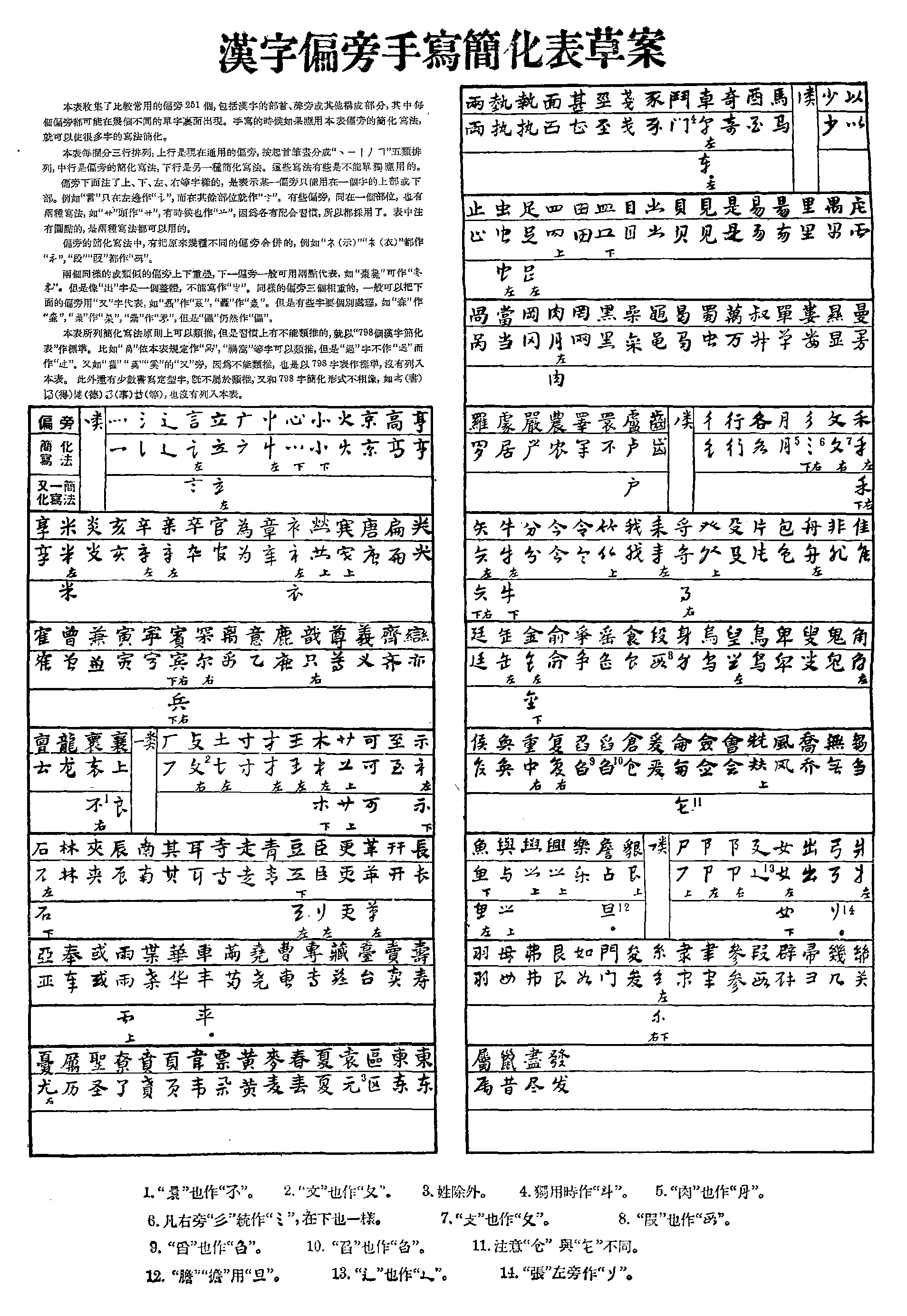
1955年的《漢字簡化方案草案》第三表的偏旁簡化寫法，多為草書，原意只用於手寫，不用於印刷；修訂草案時，才創造出印刷用的「草書楷化」簡化偏旁。本表說明指出不收入「書」字的寫法「书」。

以此方法簡化的字，全部收錄在《简化字总表》「第一表」與「第二表」裡。第一表列出「不可用作簡化偏旁的字」，共350個。第二表列出「可作簡化偏旁用的字」，共132個，另含「簡化偏旁」14個。「第一表」與「第二表」的簡化方法大同小異。兩表分開、清楚標明「第二表」裡的簡化字與簡化偏旁，主要是因為這些可以再延伸運用，滋演出「第三表」。
以現有同音字或近音字代替

例：。少数以方言為準，例：叶（葉）、柜（櫃）、价（價）
行、草書楷化

例：（簡自，但「發」亦簡化為該字）、
半記號字
以簡單的符號替換原來筆劃較多部分，多為聲符。用以替代的符號既不表意也不表聲。符號包括“又”、“乂”、“文”、“不”、“舌”、“米”、“云”、“业”、“刀”、“夕”、“力”、“巳”、“⺌”、“大”、“丿丨”、“击”、“戈”、“南”、“禹”、“卩”、“关”、“匕”、“乚”、“ノ”、“ス”、“寸”
例：、
省去字形的一部分

例：、
省去字形的一部分後，再加以變形

例：
採用繁體字或异体字的輪廓特徵

例：
改換形聲字的聲旁，大多以普通話為準

例：
改換形聲字的聲旁和形旁
例：
用声旁替换字的一部分，餘下的部分未必是新形聲字裏的形旁

例：
新造形聲字，以普通話為準

例：
采用俗字、罕用異體字

例：
歸原古字

例：
仿日文假名

例：（根據參與文字改革工作的文字改革委員會委員易熙吾及陈光尧等所著書中所述，此字為日文字來自日文片假名ヱ，ヱ的罗马音为we，然亦有學者以為是「衛」字中的「韋」上部之省。。）
有時候同一個簡化字會採用多種結構簡化方法，例如「鬆」減形後簡化為「松」，而本身又是假借字。

## 类推簡化
《简化字总表》第一表为不可用作简化偏旁的简化字，共350个。第二表列出「可作簡化偏旁用」的132個字：
| A            |              | 风（風）     |          | 卢（盧） |  | 属（屬） |
| 爱（愛）     | G            | 虏（虜）     | 双（雙） |          |  |          |
| B            | 冈（岡）     | 卤（鹵、滷） | 肃（肅） |          |  |          |
| 罢（罷）     | 广（廣）     | 录（録）     | 岁（歲） |          |  |          |
| 备（備）     | 归（歸）     | 虑（慮）     | 孙（孫） |          |  |          |
| 贝（貝）     | 龟（龜）     | 仑（侖）     | T        |          |  |          |
| 笔（筆）     | 国（國）     | 罗（羅）     | 条（條） |          |  |          |
| 毕（畢）     | 过（過）     | M            | W        |          |  |          |
| 边（邊）     | H            | 马（馬）     | 万（萬） |          |  |          |
| 宾（賓）     | 华（華）     | 买（買）     | 为（爲） |          |  |          |
| C            | 画（畫）     | 卖（賣）     | 韦（韋） |          |  |          |
| 参（參）     | 汇（匯、彙） | 麦（麥）     | 乌（烏） |          |  |          |
| 仓（倉）     | 会（會）     | 门（門）     | 无（無） |          |  |          |
| 产（産）     | J            | 黾（黽）     | X        |          |  |          |
| 长（長）     | 几（幾）     | N            | 献（獻） |          |  |          |
| 尝（嘗）     | 夹（夾）     | 难（難）     | 乡（鄉） |          |  |          |
| 车（車）     | 戋（戔）     | 鸟（鳥）     | 写（寫） |          |  |          |
| 齿（齒）     | 监（監）     | 聂（聶）     | 寻（尋） |          |  |          |
| 虫（蟲）     | 见（見）     | 宁（寧）     | Y        |          |  |          |
| 刍（芻）     | 荐（薦）     | 农（農）     | 亚（亞） |          |  |          |
| 从（從）     | 将（將）     | Q            | 严（嚴） |          |  |          |
| 窜（竄）     | 节（節）     | 齐（齊）     | 厌（厭） |          |  |          |
| D            | 尽（盡、儘） | 岂（豈）     | 尧（堯） |          |  |          |
| 达（達）     | 进（進）     | 气（氣）     | 业（業） |          |  |          |
| 带（帶）     | 举（擧）     | 迁（遷）     | 页（頁） |          |  |          |
| 单（單）     | K            | 佥（僉）     | 义（義） |          |  |          |
| 当（當、噹） | 壳（殻）     | 乔（喬）     | 艺（藝） |          |  |          |
| 党（黨）     | L            | 亲（親）     | 阴（陰） |          |  |          |
| 东（東）     | 来（來）     | 穷（窮）     | 隐（隱） |          |  |          |
| 动（動）     | 乐（樂）     | 区（區）     | 犹（猶） |          |  |          |
| 断（斷）     | 离（離）     | S            | 鱼（魚） |          |  |          |
| 对（對）     | 历（歷、曆） | 啬（嗇）     | 与（與） |          |  |          |
| 队（隊）     | 丽（麗）     | 杀（殺）     | 云（雲） |          |  |          |
| E            | 两（兩）     | 审（審）     | Z        |          |  |          |
| 尔（爾）     | 灵（靈）     | 圣（聖）     | 郑（鄭） |          |  |          |
| F            | 刘（劉）     | 师（師）     | 执（執） |          |  |          |
| 发（發、髮） | 龙（龍）     | 时（時）     | 质（質） |          |  |          |
| 丰（豐）     | 娄（婁）     | 寿（壽）     | 专（專） |          |  |          |

另外列出「簡化偏旁」的14个偏旁：
| 讠（訁） | 饣（飠） | 纟（糹） | 钅（釒） |
| （昜）   | （臤）   | （）     | （）     |
| 只（戠） | （）     | （睪）   | （巠）   |
| （䜌）   | 呙（咼） |          |          |

再加上讠（訁）、饣（飠）、纟（糹）、钅（釒）、呙（咼）等14個「簡化偏旁」，言、食、糸、金一般只作左旁时简化，讠、饣、纟、钅一般只能用于左偏旁。所謂的「一般」表示只是大約，並不準確；至於不在左旁時是否簡化，《簡化字總表》要加入類推簡化字表作補充（“辯”、“獄”、“罰”、“銜”、“嶔”等字亦簡化為“辩”、“狱”、“罚”、“衔”、“嵚”等字，但“信”、“誓”、“燮”、“飧”、“餐”、“系”、“絮”、“紫”、“徽”、“淦”、“鎜”、“鏖”、“鑫”等字不簡化）。
类似地，坚（堅），劳（勞），览（覽），学（學），弯（彎）这五个简化偏旁（上半部）一般只做上偏旁时简化（作为上偏旁参与组成其他字的仍然简化，例如铿（鏗）），单独使用或在其他位置时不简化（例如“羉”字曾有将其下部简化为“亦”的方案，但后来取消。）
其余五个简化偏旁「昜」，「戠」，「睪」，「巠」，「咼」基本上无论出现在何位置均简化，单独使用时「昜」和「戠」不简化，后三个则简化，也就是说它们事实上成为了“可做简化偏旁使用的简化字”，只是因为单独使用时较为生僻，而被归入了简化偏旁。
雖然「車」偏旁不論何時都規定簡化為「车」，卻有兩種（楷書）筆順：在左旁時底下一橫改作一提，最後兩畫是先豎後提；而在其他位置時，最後兩畫是先橫後豎。原本正體字「車」偏旁，就沒有這個麻煩；無論在任何位置，筆順不變，最後兩畫必定先橫後豎，底下一橫也不會改作一提。
類推簡化規則，並不見於1956年《漢字簡化方案》。在方案中僅列出了54個「簡化偏旁」，而且對簡化偏旁的說明也是含糊不清。因此在《簡化字總表》公佈前的八年間，社會大眾不知道其他字能否類推簡化，於是書報上出現簡化「華」字，卻沒有簡化「嘩」字；簡化「馬」偏旁的字，卻沒有簡化「馬」字等等的混亂現象。八年後文改會修訂方案為《簡化字總表》時，才定出可以類推簡化的字，在1964年3月公佈。
草書楷化偏旁的簡化方法，文改會原意只用在手寫字，不用在印刷字。在1955年1月公佈的《漢字簡化方案草案》中，將簡化手寫偏旁收入草案第三表《漢字偏旁手寫簡化表》。在草案的說明中，指出「研究的結果，大家認為在印刷文字中夾入草書，形式上不太調和，而且在印刷技術上也有困難」。文改會委員曹伯韓，在1955年2月撰寫的文章中，解釋印刷字體不用草書偏旁的原因：「為了照顧印刷方面改製銅模的困難，凡是字形結構與手寫簡化字接近的書版用字，不改銅模」，「手寫簡化偏旁和繁體偏旁的差別如果是有規律的，經過短期學習就可以掌握」。其後文改會在修訂草案時卻改變態度，廢除手寫簡化表，並造出新的草書楷化偏旁。
利用這些簡化字和簡化偏旁，可以系統化地类推出更多簡化字，其中較常用的1,753個字，收錄於《简化字总表》第三表（「签」和「须」在第一表中为「籤」和「鬚」的简化字，在第三表中又作为「簽」和「須」的简化字）。例如：「蟲」已简化作「虫」，「蛊（蠱）」类推简化，但虫部其它汉字不是「虫（蟲）」的类推简化字；已简化作，类推简化，但“汽”不是「气（氣）」的类推简化字；「幾」归并簡化作「几」，「讥（譏）、叽（嘰）、饥（饑）、机（機）、玑（璣）、矶（磯）、虮（蟣）」类推简化（「饑」與「飢」合併為「饥」），但「肌」等字不是「几（幾）」的类推简化字；已简化作，类推简化，但“怪”不是「圣（聖）」的类推简化字；已简化作「离」，「漓（灕）、篱（籬）」（“灕江”的「灕」原本《漢字簡化方案》未簡化，但因《簡化字總表》類推，而與“淋漓”的“漓”合併為“漓”）类推简化，但“璃”不是「离（離）」的类推简化字；「识（識）、帜（幟）、织（織）、炽（熾）、职（職）」是简化偏旁「只（戠）」的类推简化字，但“枳、咫”等字不是「只（戠）」的类推简化字，“戠”字本身不简化为“只”。運用簡化字和簡化偏旁時，應注意下面幾項要點：
- 《简化字总表》所說的偏旁，不限於左旁和右旁，也包括字的上部下部內部外部，總之指一個字的可以分出來的組成部分而言。這個組成部分在一個字里可以是筆畫較少的，也可以是筆畫較多的。例如「镂（鏤）」字，「钅（釒）」固然是偏旁，但是「娄（婁）」也作偏旁。
  - 「第二表」裡的132個簡化字，無論單獨用、或是作其他字的偏旁用，都以同樣的方法簡化。例如「單」在「第二表」裡簡化成「单」，依此方法，可以類推獲得：弹（彈）、婵（嬋）、箪（簞）、冁（囅）、等等，收錄於「第三表」。
  - 有些偏旁类推简化字是稍加修改的，如“丝（絲，两横相连）、毂（轂，去掉聲旁「㱿」的冖下一小横，但其他聲旁「㱿」的未簡化字如「彀」、「榖」、「觳」、「縠」、「糓」等則仍有一小橫）、宽（寬，去掉聲旁「萈」的一點，變成讀音完全不同的「苋（莧）」，失去聲旁功能）、变（變，「攵」改为「又」）、飨（饗，改变为左右结构）、满（滿，中間一橫加長）”等字。
- 「第一表」所收的是「不能作偏旁用」的簡作字，共352個。這些字的繁體一般都不用作其他字的偏旁。有些能作其他字的偏旁，但也不能依照同樣方法簡化。例如「習」在「第一表」裡簡化作「习」，但「褶」、「熠」等字不簡化（「摺」字簡化為「折」）；“兒”簡化作「儿」，但所有派生字，例如「倪」、「婗」、「猊」、「霓」、「鬩」、「鯢」等中的兒不簡化；
  - 如果一个字中含有某个部件是第一表中的字的繁体字，但其中又有部件能按照第二表进行类推简化，须按照第二表进行类推简化。一个特别的例子是，「開」簡化作「开」，但化学元素用字「鐦」簡化作「锎」，这也防止了與表示酒器的「钘」相混淆。又例如，“糷”，“韊”，“蘱”，“禷”等字不能按照“兰（蘭），类（類）”进行类推简化，须按照“门（門），页（頁）”进行类推简化。
- 在《簡化字總表》中已簡化的繁體字，不能再依偏旁類推方法來簡化。換句話說，已經在「第一表」或「第二表」裡簡化的字，不能另外再用其他偏旁來簡化。例如「瀋」（作为「瀋陽」等含义时的义项）已經在「第一表」裡歸併簡化成「沈」，因此不能按「第二表」裡的「审（審）」類推簡化為「渖」。又例如「過」已經在「第二表」裡簡化成「过」，因此不能按「第二表」裡的類推簡化。又例如已經在「第一表」裡簡化成，因此不能按「第二表」裡的類推簡化。又例如已經在「第一表」裡簡化成，因此不能按「第二表」裡的類推簡化。又例如已經在「第一表」裡簡化成，因此不能按「第二表」裡的類推簡化。又例如已經在「第一表」裡簡化成，因此不能按「第二表」裡的「卤（鹵）」類推簡化。

特別注意
- 已簡化作，但『称』不是尔（爾）的類推簡化字。
- 已簡化作，但『买』、『卖』、『实』不是头（頭）的類推簡化字。

偏旁類推範例：

偏旁類推通常必須根據以上所列的要點執行，但實際上卻有例外情況，因此《簡化字總表》又加入第三表的規範。類推簡化不是原來《漢字簡化方案》的內容，是因為方案實行後因簡化方案不系統廣被詬病，才在八年後的《簡化字總表》中增入，增加簡化字數量，使得簡化字較為系統。但是先前已簡化的字，不再因為簡化不一致或不合理而修改字形。（但唯獨「临（臨）」字除外，《漢字簡化方案》中左旁原為「リ」，《簡化字總表》改為兩豎，以便與其他「臣」旁字的簡化方法一致。）這些字都在《簡化字總表》第一表。有學者以文字簡化前的中文傳統為基礎，來衡量簡化後的新文字系統，指出在簡化過程中出現不合理、前後不一致的系統。
錯誤的類推實例：
- 、的右旁都同樣簡化，但是這兩字都是《簡化字總表》第一表的字，而「瑙」字不在當中，因此不可以模仿兩字簡化。（雖然在《漢字簡化方案草案》中，「瑙」字被同樣簡化，不過後來方案不收入。）然而不知为何，「堖」又简化为了「垴」。
- 、「蜡（蠟）」的聲旁巤皆被改為昔，但「鑞」與鬣狗的「鬣」不可簡化。
- 、「朴（樸）」的聲旁菐皆被改為卜，但「璞」、「蹼」等字不可簡化。
- 、「馋（饞）」的右旁都同樣簡化，但是這三字都是《簡化字總表》第一表的字，而「巉」、「儳」、「鑱」等字不在當中，因此不可以模仿那三字簡化。
- 「驴（驢）」都是收在《簡化字總表》第一表的，不可以用「卢（盧）」類推簡化。按《漢字簡化方案》中，「盧」旁字只收了六個：「盧」「瀘」「蘆」「爐」「廬」「驢」，其中「盧」「瀘」的「盧」旁簡化為「卢」，避免與「戶」「沪（滬）」混淆；至於「蘆」「爐」「廬」「驢」四字因為無混淆的麻煩，「盧」旁簡化為少一筆的「戶」，不料其後反因而成為例外字，而非改為「卢」旁（其他「盧」旁字如「顱」、「鱸」的「盧」旁仍然是簡化為「卢」而非「戶」，以及化學元素用字「鑪」簡化為钅卢而非钅戶）。
- 見了、「艰（艱）」、「瘫（癱）」等簡化字，自以為「又」是「漢」字右方的簡化偏旁，拿來類推「叹（嘆）」、「滩（灘）」可以，但是「叹（歎）」、「欢（歡）」、「仅（僅）」、「权（權）」、「劝（勸）」、「对（對）」不符合这一规律，「灌」、「罐」、「獾」、「鸛」、「謹」、「瑾」、「槿」、「勤」、「橙」、「澄」、「鐙」、「溪」、「谿」、「蹊」又不行簡化。
  - 其實出現在「第一表」，「难（難）」出現在「第二表」，「瘫（癱）」出現在「第三表」。可見「难（難）」才是可作類推簡化的字，可以類推出「瘫（癱）」、「滩（灘）」等字。
  - 在《第一批異體字整理表》裡由「嘆」代替，而「嘆」在「第一表」裡簡化成「叹」，所以「歎」與「嘆」皆成為「叹」。
  - 、「勸」皆出現在「第一表」，所以不是類推字。
  - 在「第二表」裡，沒有字或偏旁可以用來類推「灌」、「罐」、「獾」、「鸛」，這四字也不在「第一表」或《一異表》，所以這四個字無須簡化。（但是，在1977年的二簡字草案第一表中，「罐」字右旁正是用了「又」簡化為「缶又」，顯示「罐」的這個簡化字當時「已在全國流行」，並且在出版物上試用過一段時間。）
- 簡化為，「還」簡化為「还」，但是「寰」、「嬛」、「鬟」等字不可簡化，另外「懷」簡化為「怀」，「壞」簡化為「坏」，並非類推簡化字（還有「杯」等字也不是）。

這些用「又」「乂」簡化的字稱為記號字。1982年1月23日，中國社會科學院院長胡喬木，在中國文字改革委員會主任會議上，就二簡字的修訂作出重要講話。他在講話中批評這些記號字：「它是沒有道理，沒有原則的。它不過就是作個記號，並不代表任何意思。」「這些記號，不能說它代表什麼，解釋不出來。實際情況是遇到筆畫多，難寫的結構就打個『乂』，或者寫個『又』，作為記號。在我們的簡化字裏面，這種濫用『乂』『又』的情況相當多，這不能說是漢字發展中的一個進步，只能說是一種退步。」
- 字雖然被合併簡化為「沈」，但「墨瀋」的「瀋」不可简化作，而应按照「审（審）」把「瀋」類推簡化創造出「渖」。另一个例子是，「蘋」字雖然被合併簡化為「苹」，但表示三叶草的「蘋」不可简化作，而应按照「页（頁）」類推簡化。

有些偏旁雖然在多個字中都簡化，但是該偏旁獨立成字沒有簡化，不收入《簡化字總表》第二表，因此該偏旁的字不能類推簡化，使得該偏旁簡化不系統。不過「言」「金」「食」「糸」四字，因為《漢字簡化方案》已經定為「簡化偏旁」，故此例外收入《簡化字總表》第二表。
- 「柬」旁字「练（練）」「炼（煉）」都在《漢字簡化方案》簡化，但是「柬」未簡化，而《簡化字總表》亦不將之簡化，因此其他「柬」旁字如「諫」「闌」都不能類推簡化。
- 與前相反，旁字《漢字簡化方案》只收入「摄（攝）」「镊（鑷）」，但未簡化「聶」字，不過《簡化字總表》新增了「聶」的簡化字「聂」，並且收入第二表，因此「聶」旁字都類推簡化。
- 要特別注意者，「爿」不是類推簡化偏旁，因此不是所有「爿」旁字都簡化為「丬」。「爿」本字未簡化，《漢字簡化方案》也沒有將「丬」定為簡化偏旁，於是《簡化字總表》也沒收入。有一些「爿」旁字在《漢字簡化方案》已把「爿」簡化為「丬」，收在《簡化字總表》第一表中，如「壯」「裝」「寢」簡化成「壮」「装」「寝」；而「戕」「牁」「奘」「寤」「寐」等字，未收入《漢字簡化方案》，故亦未收入《簡化字總表》第一表，所以這些字中的「爿」旁不能簡化為「丬」，否則便是「不規範簡化字」。「爿」旁字有否簡化無規律可循，只能靠記憶。[註 27]

但是是類推簡化偏旁，「將」旁字都類推簡化。不過《漢字簡化方案》早已將一些「將」旁字用另一偏旁「丬夕」簡化，如「奖（奬）」「酱（醬）」等字，因此這些字收在第一表中，不類推簡化，造成「將」旁在上方的字簡化方法不一致：常用的按第一表簡化為「丬夕」，不常用的按第二表類推簡化為「将」，如「螀（螿）」。

### 類推簡化的問題

#### 鸒
類推簡化原則未經過通盤考慮，於應用時發現有些不常用字不能完全按原則類推簡化。比如「鸒」字，如果完全類推簡化為上「与」下「鸟」，將會顯得很奇怪，於是1979年版《辭海》的編輯委員會經請示文改會後，只把下部的「鳥」類推簡化為「鸟」，上部的「與」不類推簡化（此字理論上應當是仿照「举（舉）、誉（譽）」的方式簡化，但「舉」字和「譽」字都是第一表中的字，其他有相同偏旁的字不能仿照此兩字簡化）。（1986年再度公佈的《簡化字總表》，仍然未限制「与（與）」的適用場合。）但是有类似情况的「饗」简化为「飨」，類似的字還有「饕」也不简化（实际上「号（號）」被归入了不能做简化偏旁用的简化字）。

#### 原本组合成的字形结构与类推简化的部件无关，但还是被类推简化了
- 是的简化字，但是「羆」是指熊类的一种，上「罒」下「熊」（「熊」字未簡化），但是「羆」还是按照类推简化部件「罢（罷）」也类推简化了。

#### 因考虑类推简化后字形奇怪或者字形冲突，只对一些字放弃类推简化
- 丸的字，考虑到该字读gāo，类推简化后字形奇怪，因此，不按类推部件简化。
- 重庆市的更名为「丰都县」，但为了避免和「邦」字混淆，因此，姓氏的酆不按类推部件「丰（豐）」简化成。
- 字结构，右边看似写着繁体字的「廣」，但是为了不失去形声和「疒」的会意，因此，不会无理的类推简化把「癀」字类推部件「广（廣）」简化成。
- 作为部件类推简化成「亦」，但「䜌」作为单字单独使用由于发言不同原因不简化成「亦」。「羉」字因为简化后字形奇怪而放弃简化；「奱」字避免和「奕」冲突，不简化，虽然「羉」和「奱」没有受到类推简化部件「亦（䜌）」类推简化，但是「䜌」不按类推简化部件「亦（䜌）」像「辔」上半部分类推简化成「⿲纟讠纟」。
- 作为部件类推简化成「只」，但是「戠」作为单字单独使用不简化成「只」。

#### “寧”和“”的类推简化

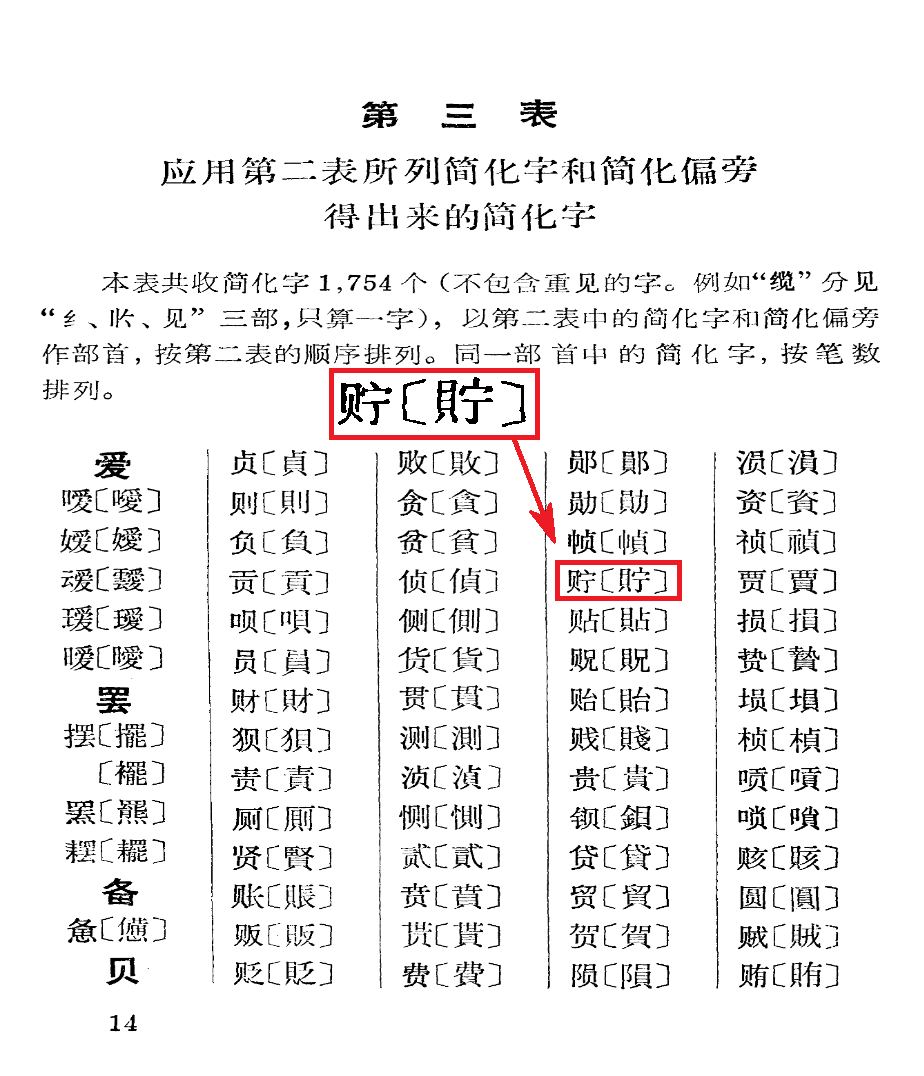
1964年版《簡化字總表》第三表中，「貯」字的簡化字原是。

1955年的《第一批異體字整理表》選用了「佇」字，廢除了異體字「伫」。
《漢字簡化方案》根據數名中小學教師的提議，將「寧」簡化為「宁」，但未用來簡化其他字。
在《簡化字總表》第二表中，規定《漢字簡化方案》的簡化字「宁（寧）」可以類推簡化，並附上注釋把原來讀作（柱）的「宁」字寫作「㝉（宁）」。
《簡化字總表》沒有把「㝉（宁）」列為類推簡化字。「㝉」字也只是在注释中出现。
（二簡字更一度把「㝉」用作「宣」的簡化字。）文改會委員曹伯韓在《漢字簡化方案》實行後翌年，就指出「宁（寧）」不適宜用作類推簡化，以免與「貯」「苧」等字相混。
1964年初版的《簡化字總表》第三表，「貯」字的簡化字写作，只簡化左旁「貝」，未簡化右旁的「宁」。（1965年4月第二次印刷以及之后的版本改為「贮」）
在1965年版的《簡化字總表檢字》，「貯」的簡化字是「贮」。
“宁”字的类推简化导致了一些合并字，如：泞（泞濘）、柠（柠檸）、聍（聍聹）。

#### 「門」、「鬥」 全部统一类推简化成「门」
因为「鬥」长得很像「門」，在民间常常有把「鬥」部的字写成「門」字，所以，两个无关系的字被完全统一类推成「门」，使得一些有关「鬥」部的字失去会意（如「闹（鬧）」、「阄（鬮）」、「阋（鬩 ）」）。
但「鬥」作为单字单独使用不简化成「门」，而是简化成「斗」。

## 廢除異體字
從異體字中選出一字當规范字。
《第一批異體字整理表》（此表名为“第一批”，但至今未出台“第二批异体字整理表”，于2013年被《通用规范汉字表》取代）經過多次調整，總共淘汰異體字上千字，從同音（不一定完全同義）的“異體字”中選出一字，當规范字。如果此字已經在《簡化字總表》中簡化，則全部淘汰的異體字一律由簡化字代替。
例：。《簡化字總表》的《附录》收录了《第一批異體字整理表》中习惯被看作简化字的39个规范字：。
選字時多有採用結構簡單的古字。
例：
選字時多有採用結構簡單的俗字。
例：
采用异体字之一作為模板，再加以簡化。
例：作之異體，再將簡化成；作之異體，再將簡化成；作之異體，再將簡化成；作之異體，再將簡化成；作之異體，再將簡化成；作之異體，再將簡化成「墙」；「俻」為的异体字，以简化成；為的异体字，以简化成；為的异体字，以简化成；為的异体字，以「閙」简化成「闹」。

## 採用新字形
新字形源於1965年出版的《印刷通用漢字字形表》，其中所選用之字形，多以手寫俗體為準。1988年出版的《现代汉语通用字表》內收通用字7000個，繼而代替了《印刷通用漢字字形表》。由於新字形從俗從簡，有些字筆劃少於傳統舊字形，常被錯認為《简化字总表》裡的簡化字。以下舉出幾個範例。
在新字形成為
例：
從改從
例：
將折省寫為點
例：
與在新字形成為
例：
在新字形成為
例：
在新字形成為
例：（但中的「冊」改爲半記號字「匕」，而「扁」、「嗣」、「典」中的「冊」不改为新字形）。
其他
例：、